# Slavonický potok
Slavonický potok (německy Zlabingsbach, do roku 1945 Alt-Bach, česky Starý potok) je vodoteč na území České republiky (Jihočeský kraj) a Rakouska (Dolní Rakousko), pramenící v lesních rybnících u zaniklé obce Pfaffenschlag, nedaleko místa bývalého mlýna (Galgenmühle) opouští moravskou půdu a ústí u Waldkirchenu do Rakouské Dyje. Voda Slavonického potoka poté proteče Rakouskem, aby se vratila na území ČR v řece Dyji v katastru obce Vratěnín. Délka toku je 15,9 km. Plocha povodí měří 45,5 km². Délka toku na území České republiky je 10 km a plocha povodí na tomto úseku je 19,4 km².

## Průběh toku
Pramení nedaleko Stálkova v nadmořské výšce 640 m, aby se ubíral po území České republiky 10 km převážně jihovýchodním směrem, než po změně směru toku na jižní překročí státní hranici s Rakouskem v nadmořské výšce 502 m, v Rakousku potom obcemi Gilgenberg a Waldkirchen an der Thaya, aby svou vodou posílil u osady Hanftal tok Rakouské Dyje.
Na své pouti napájí celou řadu rybníků: 
- Horní Šatlava (do roku 1945 Grosser Scharlau Teich / Velká Šarlava),
- Dolní Šatlava (do roku 1945 Kleiner Scharlau Teich / Malá Šarlava),
- Starý farský rybník (do roku 1945 Sichelteichl),
- Spálený rybník (do roku 1945 Kohlteich) u zaniklé obce Pfaffenschlag,
- Dědkův rybník (do roku 1945 Pfarrer Altteich, též Pfarrer Teich),
- Vožralý rybník (do roku 1945 Grosser Alt Teich, též Alter Teich),
- Staré koupaliště (do roku 1945 Groser Brandgraben, též Strandbad),
- Protržený rybník (do roku 1945 Kleiner Brandgraben, též Walkreich),
- Silniční rybník (do roku 1945 Rechenteich),

a bývalé mlýnské rybníky: Bejčkův rybník u bývalého Plachova mlýna (nyní Bejčkova mlýna), Čaňův rybník a bezejmenný rybník (do roku 1945 Görn) u zaniklého Hirschinglova mlýna (Čaňova mlýna) a rybníček Václav u bývalého Waltrova mlýna.
Německý název rybníka Walkreich (nyní Protržený rybník) byl odvozen od zde kdysi stávající Walke  (česky Valcha) a polní tratě (Flurname) Stumpfwirker Walk. Jednalo se o místo, kde se zpracovával materiál punčochářů (valchováním, zhutňováním šlapáním, taháním apod.); o něco níže se na potoce nacházela polní trať Weißgerber Walk, kde koželuzi a jircháři zpracovávali kůži.
- Protržený rybník (Kleiner Brandgraben, též Walkreich)
- Silniční rybník (Rechenteich)
- Starý farský rybník (Sichelteichl)
- Rybník nad Taufrovým mlýnem
- Bejčkův rybník

Na území ČR protéká pouze obcí Slavonice. Po celou jeho cestu ze Slavonic do Waldkirchen an der Thaya jeho tok sleduje torzo bývalé železniční trati vedoucí ze Slavonic do rakouského Waidhofen an der Thaya a dále do Schwarzenau. Na tělese bývalé železniční trati je ze Slavonic přes rakouský Waldkirchen an der Thaya vybudována nová cyklostezka, která pokračuje do rakouského Dobersbergu.

### Větší přítoky
- pravé – Mařížský potok (Gehringsbach), soutok je však až v Rakousku

## Vodní mlýny na potoce

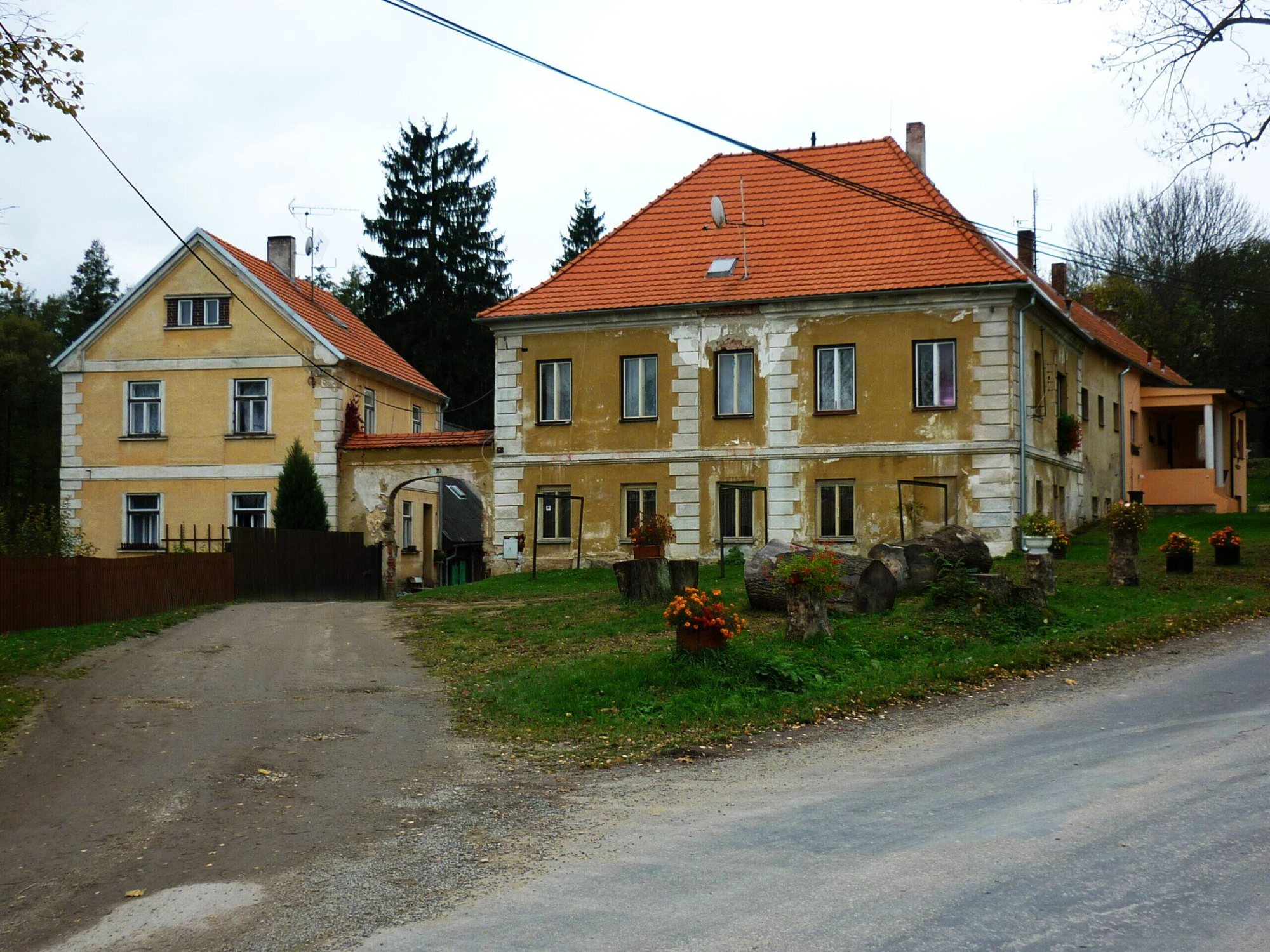
Bývalý Dvorský mlýn (Hofmühle) čp. 21 a mechanická přádelna Josefa Pabische

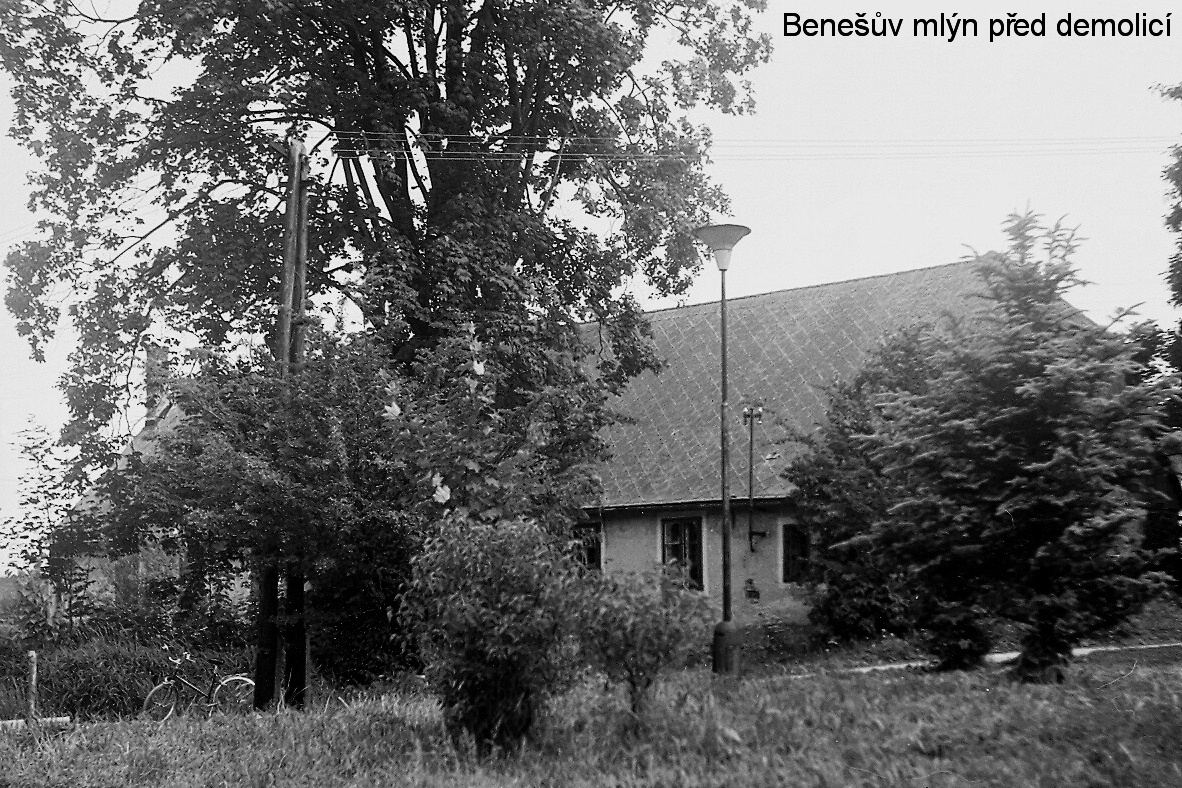
Bývalý Natzerův mlýn čp. 157, též podle posledního majitele Benešův mlýn, roku 1973 před demolicí

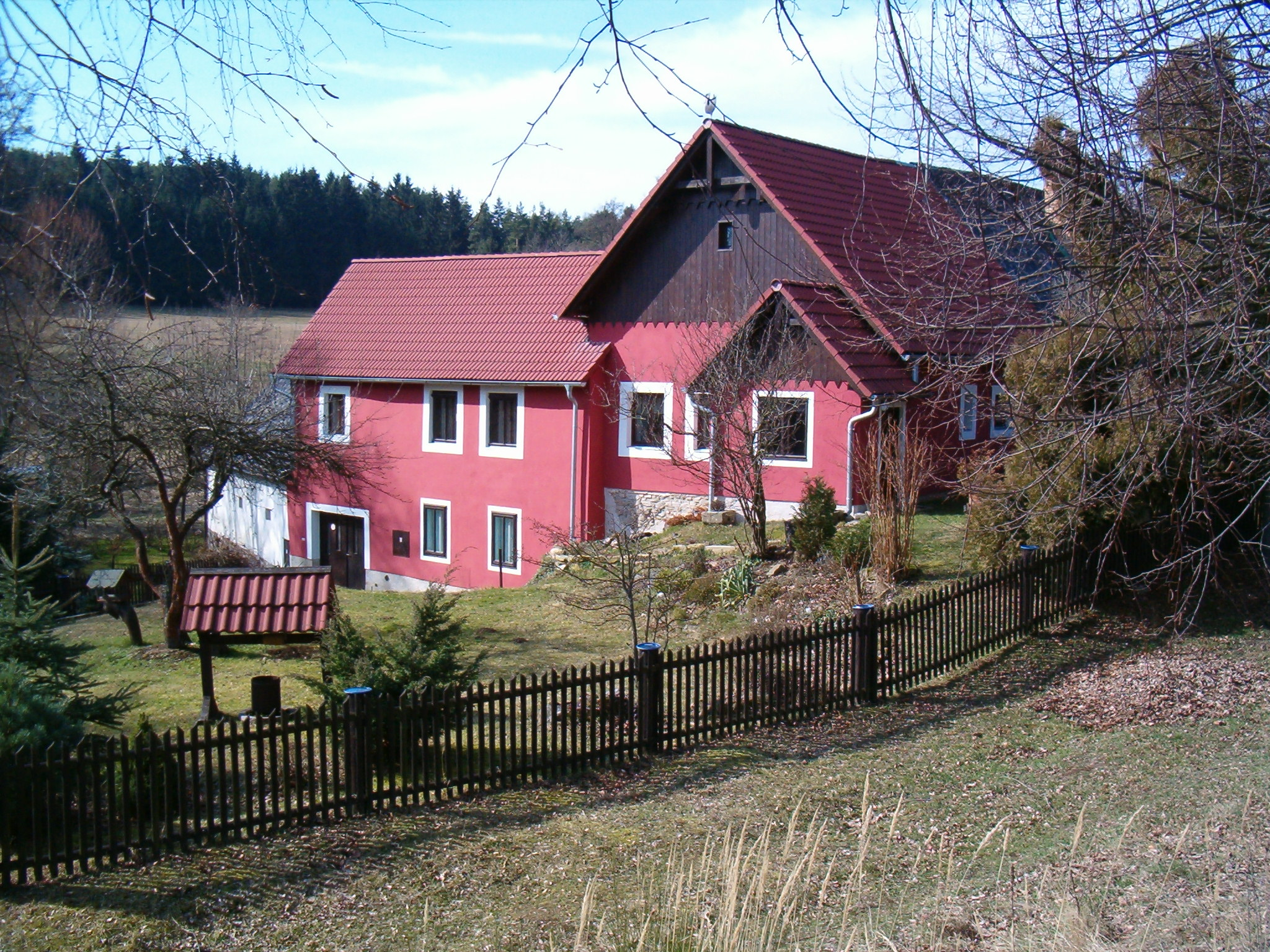
Bývalý Hutterův / Waltrův mlýn čp. 22, nyní Taufrův mlýn

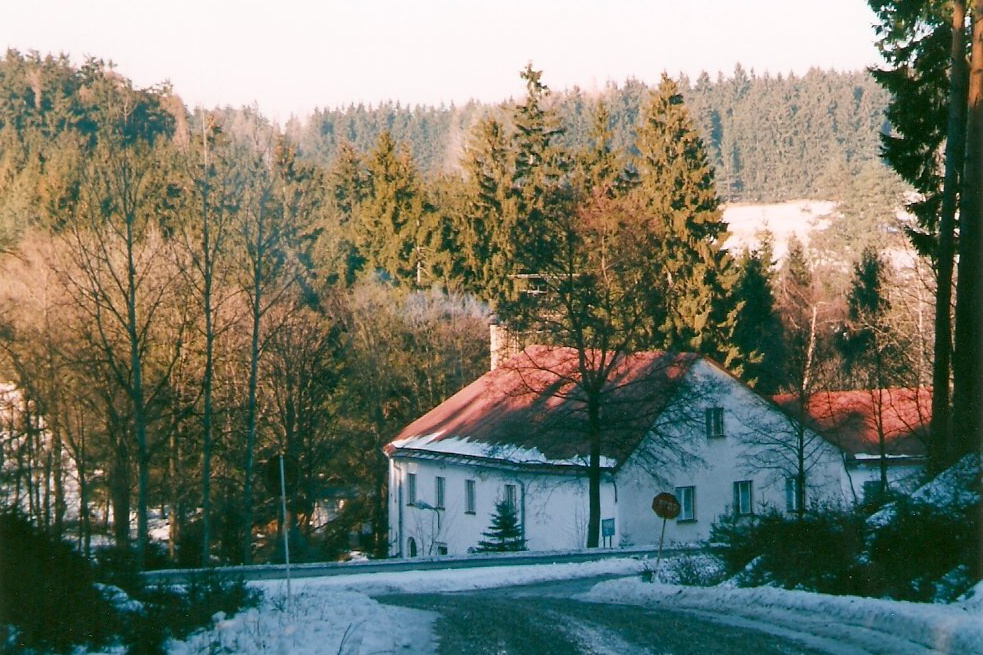
Bývalý Plachův mlýn čp. 25, po roce 1945 Bejčkův mlýn

Na Starém potoce (Alt-Bach) stávalo několik vodních mlýnů:
1. Galgenmühle / Šibeniční mlýn čp. 197 (též německy Golingmühl), uváděn v urbáři z roku 1575, nejmenší mlýn v bezprostřední blízkosti hranice, obdržel název podle nedalekého kopce Galgenberg (Šibeniční kopec), na kterém se nacházela městská šibenice, r. 1820 v majetku Paula Seidla, do roku 1945 Karla Gottfrieda (též Gottfriedův mlýn), po roce 1945 národní správa Jan Karásek, na podzim r. 1946 zrušen a r. 1948 stržen;
2. Natzermühle / Natzerův mlýn čp. 157, ležící na východním okraji Spittlwiese / Špitální louky, obhospodařován po několik generací rodinou Natzer (do r. 1749), od roku 1820 v majetku Michaela Placha a později rodiny Mifka, která zde provozovala přádelnu (Mifkamühle), r. 1921 se majitelkou přádelny stala Aloisia Seiler, od r. 1934 byl posledním majitelem až do roku 1945 Franz Benesch, Benešův mlýn byl v 80. letech 20. století demolován;
3. Fuchsmühle / Fuchsův mlýn čp. 20 na západním konci Spittlwiese/Špitální louky, r. 1820 ve vlastnictví Josefa Gottfrieda, r. 1912 pronajat Antonem Prochaskou družstvu ke zřízení továrny na zápalky, r. 1921 v majetku Marie Prochaska, která jej odprodala stavebnímu mistrovi Ferdinandu Strommerovi, který zde zřídil pilu (tzv. Strommer-Säge) a stavební firmu, po válce byla Strommerova stavební firma přidělena ONV Dačice „Dělnickému stavebnímu družstvu“ se sídlem v Dačicích a Slavonicích, jehož technickým vedoucím byl v roce 1948 architekt August Veselý, po znárodnění stavebnictví Československé stavební závody národní podnik se správou v Dačicích;[3][4]
4. Hofmühle / Dvorský mlýn čp. 21 na Stálkovské ulici, po zastavení provozu se zde nacházela mechanická tkalcovna Josefa Pabische, jejíž provoz byl ukončen v roce 1941.[5] V roce 1949 obdržel mlýn Komunální podnik města Slavonice.[6] Přestože byl celý objekt od roku 1958 památkově chráněn, památkový úřad konstatoval již v roce 1963 degradaci rokokového průčelí, jež Komunální podnik města způsobil výměnou oken a otlučením šambrán v přízemí. V té době budovu využíval OÚNZ Jindřichův Hradec a podle evidenčního lístku z roku 1963 byl interiér nepřístupný.[7] V roce 1972 přebudovala Domovní správa města Slavonice část nebytových prostor na 3 bytové jednotky.[8]
5. Hutterermühle / Waltermühle / Waltrův mlýn čp. 22 na levé straně Stálkovské ulice (západně od města), jednopodlažní vodní mlýn z roku 1503 („Anno domini 1503 am abent mathei hab ich Paul Freisam samb meiner hausfrawen Regina erbauet diese müll und vollendet mit gottes hülf. Amen.“), nesl později jméno podle rodiny Hutterer, r. 1820 majitelem Anton Walter (Waltermühle), od r. 1889 Ignaz Plach, po jehož úmrtí v roce 1937 byl mlýn uveden mimo provoz, usedlost zdědila jeho dcera Ida Plach, nyní nese jméno Taufrův mlýn;
6. Hirschirglmühle / Hirschirglův mlýn (též Untere Plachmühle) čp. 24, vpravo na Stálkovské ulici (asi 300m od Hutterermühle), v roce 1749 zařazen do jiného katastru k Jakobu Hirschovi, uveden v urbáři z 30. prosince 1775, předposlední mlýn ve směru ze Slavonic do Stálkova, říkalo se mu „Hirschirgl“, majitelem Georg Plach (Georg, též Jörg v dolnorakouském nářečí „Irgl“) z Plachmühle čp. 25 (zeť Jakoba Hirsche), do roku 1945 v majetku Vinzenze Placha; po válce národní správa Petr Čaňo, r. 1947 byl provoz mlýna Fondem národní obnovy zastaven, strojní zařízení demontováno, hospodářské budovy strženy, zůstalo jen obytné mlýnské stavení, Josef Čaňo se odstěhoval;[9]
7. Plachmühle / Plachův mlýn (též Obere Plachmühle) čp. 25, vpravo na Stálkovské ulici, r. 1575 jej obhospodařoval Andreas Blah (Plach), předek mlynářského rodu Plachů (Johanna Placha, Vinzenze Placha, Ignaze Placha), mlýn o výměře 72 ha (28 ha úrodná půda, 35 ha les, 6 ha louky, 2 ha pastviny a 1 ha velký rybník) vlastnil do roku 1945 Johann Plach, po válce jej obdržel do národní správy Josef Bejček. V roce 1970 se nacházel v majetku Státního statku v Hrušovanech nad Jevišovkou, který zde zřídil své rekreační středisko a celý původní objekt mlýna nechal v témže roce demolovat.[10] Po restitucích byl objekt navrácen rodině původních poválečných majitelů a nese opět název Bejčkův mlýn.[11][12]

V přestavěné podobě zůstaly zachovány na české straně pouze tři mlýny: čp. 21 Hofmühle (Dvorský mlýn) a později mechanická tkalcovna Josefa Pabische, čp. 22 Waltermühle (Waltrův mlýn), nyní Taufrův mlýn (Stálkovská 246), čp. 25 Obere Plachmühle (Plachův mlýn), nyní Bejčkův mlýn a na rakouském území Rabingmühle nedaleko obce Fratres.

## Fotogalerie
- Slavonický potok pod rybníkem Vožralý
- V parku ve Slavonicích pod vilovou čtvrtí
- Slavonický potok opouští Českou republiku
- Mlýn pod státní hranicí u rakouské obce Fratres
- Slavonický potok v Gilgenbergu
- Soutok Slavonického potoka s Thaya